# Александровский, Александр Петрович
Алекса́ндр Петро́вич Алекса́ндровский (1855, с. Красное Юрьевского уезда Владимирской губернии — 1917, Кострома) — член III Государственной думы от Костромской губернии, протоиерей.

## Биография
Сын священника Знаменской церкви села Красное Юрьевского уезда Владимирской губернии Петра Андреевича Александровского, происходившего из села Алекса́ндрово Судогодского уезда. От названия этого села и была образована фамилия Алекса́ндровский, которую во Владимирской духовной семинарии получил ещё дед Александра Петровича — священник Андрей Никифорович (вып. 1811). Отец, Пётр Андреевич, окончил эту семинарию в 1848 году, а Александр Петрович — в 1876 году.
По окончании семинарии служил священником Никольской церкви села Баков Варнавинского уезда. Кроме того, был законоучителем и заведующим Никольской церковно-приходской школы, законоучителем Кирилловского и Жуковского начальных народных училищ.
Принимал участие в земских и уездных собраниях как гласный и представитель духовного ведомства. В течение пяти трёхлетий состоял депутатом епархиальных съездов, а в 1906 г. был председателем епархиального съезда. Был корреспондентом газеты «Костромские епархиальные ведомости». С 1900 года состоял благочинным 3-го Варнавинского благочинного округа, с 1906 — благочинным 4-го округа. В 1907 году был возведен в протоиереи.
В 1907 году был избран в члены III Государственной думы от Костромской губернии съездом землевладельцев. Входил во фракцию «Союза 17 октября». Состоял членом бюджетной комиссии.
Умер 23 января (5 февраля) 1917 года. Похоронен в ограде Троицкого собора в Костроме.

## Семья
- Жена — Анна Васильевна. 
  - Сын — Александр Александрович Александровский (1880—1917) — священник в городе Варнавине Костромской губернии, юрист, выпускник Демидовского лицея.